# San Salvatore in Thermis

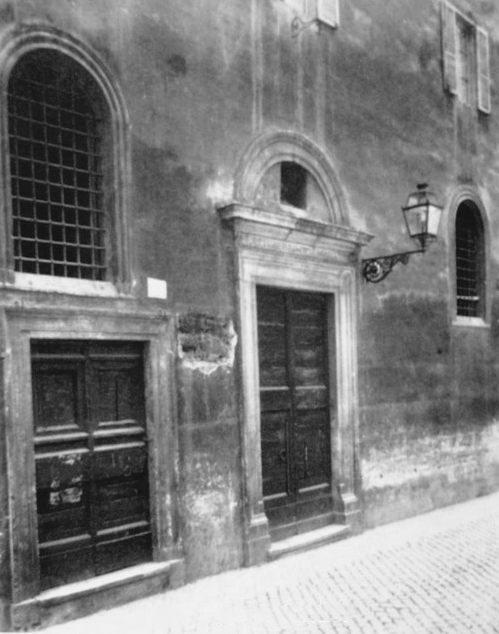
Fotografia de Romualdo Moscioni (c. 1895).

San Salvatore in Thermis ou San Salvatore nelle Terme era uma igreja de Roma que ficava localizada do lado sul da Via del Salvatore, no rione Sant'Eustachio, encostada no Palazzo Madama. Por seu tamanho diminuto e por ser dedicada a Jesus Cristo sob o título de "Salvador", era conhecida também como San Salvatorello. Foi demolida no início da década de 1910 para permitir a ampliação do palácio.

## História
"Thermis" é uma referência às antigas termas romanas que ficavam localizadas no terreno onde o Palazzo Madama foi construído, as Termas de Nero (conhecidas também como "Termas Alexandrinas", uma referência ao imperador Nero, que reformou a estrutura). Uma minúscula igreja ocupava o espaço do vestiário do complexo, a oeste do caldário, e é possível que originalmente tenha incorporado partes da estrutura original, já arruinada. Segundo uma tradição, ela teria sido consagrada pelo papa Silvestre I (r. 314-335); outra conta que foi o papa Gregório I (r. 590-604). Esta última hipótese é possível, mas improvável, pois a igreja é posterior à data na qual as termas se arruinaram, depois do cerco de Roma de 587 pelos godos, quandos aquedutos da cidade foram cortados (a data do abandono do complexo é incerta, mas posterior).
A primeira evidência documental é de 998. O complexo havia caído nas mãos dos monges beneditinos da Abadia de Farfa e o um documento existe detalhando um acordo entre seu abade e o clero encarregado de Sant'Eustachio in Campo Marzio. Christian Hülsen cita um trecho: "Due ecclesiae Sanctae Mariae et Sancti Benedicti quae sunt aedificatae in thermis Alexandrinis, cum casis, criptis....et oratorio Salvatoris infra se" ("Duas igrejas, Santa Maria e São Bento, foram construídas nas Termas Alexandrinas, com edifícios, criptas ... e incluindo o oratório do Salvador". A igreja de São Bento ficou conhecida mais tarde como San Benedetto de Ferro e a dedicada a Nossa Senhora, como Santa Maria della Cella. Ambas foram demolidas pelas instituições francesas ligadas à vizinha igreja de San Luigi dei Francesi.

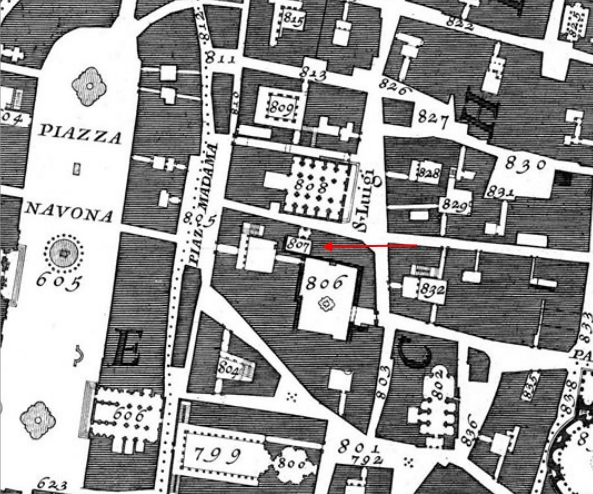
Posição no Mapa de Nolli (1748).

San Salvatore foi listada como uma das igrejas subsidiárias de San Lorenzo in Damaso (1186), o que indica que ela tinha uma função paroquial na época. 
A Abadia de Farfa manteve a posse do mosteiro que havia no local até 1478, quando o complexo inteiro foi vendido para a coroa francesa, que já era proprietária de um pequeno e apertado albergue para seus peregrinos e expatriados nas imediações e que precisava urgentemente ser ampliado. O resultado foi a construção da igreja de San Luigi e de seus edifícios anexos, que tomaram a maior parte do espaço. O pano original era que a parte do terreno ao sul da Via del Salvatore, incluindo a igreja de San Salvatore, seria transformado num grande albergue para peregrinos franceses.
Esta parte do projeto, porém, não foi adiante e o terreno foi vendido a Giovanni de' Medici, o futuro papa Leão X, em 1505, a origem do famoso Palazzo Madama. Porém, os franceses mantiveram o controle de San Salvatore, que se tornou subsidiária de San Luigi.
Em 1755, o palácio foi adquirido pela Câmara Pontifícia para abrigar escritórios públicos e, por isso, tornou-se propriedade do governo italiano quando Roma foi conquistada em 1870. No ano seguinte, o edifício tornou-se a sede do Senado da Itália. San Salvatore não foi afetada por essas mudanças, mas preocupações com segurança foram levantadas já na época sobre a existência de uma igreja com acesso ao público como parte da estrutura do palácio. O temor de ataques de anarquistas levaram ao fechamento da igreja no final do século XIX.
Ela ainda estava de pé em 1903, quando Diego Angeli escreveu uma descrição do local, mas foi demolida logo em seguida. Algumas pinturas e esculturas foram levadas para San Luigi dei Francesi e as inscrições antigas, para o Palazzo di San Luigi, onde ainda estão, afixadas numa parede. Alguns fragmentos dos afrescos foram incorporados ao Palazzo Madama.
Em 1907, Francesco Sabatini publicou um livro sobre a igreja, "La Chiesa di San Salvatore in Thermis, Il Salvatorello al Palazzo Madama"
, e o Senado italiano publicou um outro, "San Salvatore in Thermis, Una Chiesa Scomparsa nell'Insula di Palazzo Madama" em 2012.

## Descrição

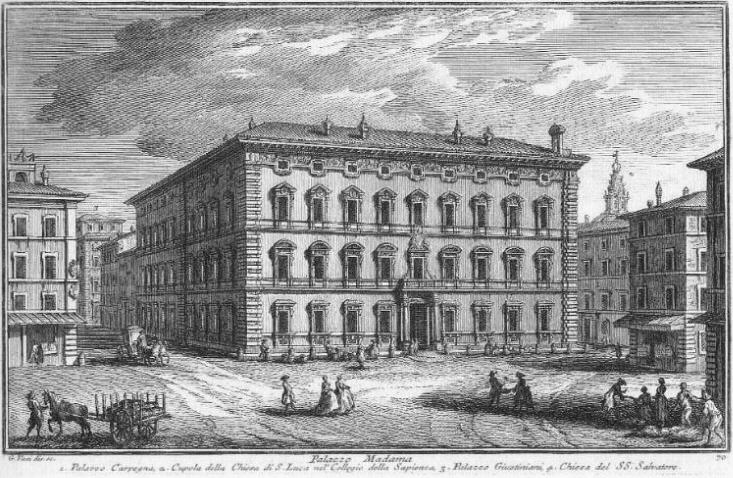
Nesta gravura do Palazzo Madama de Giuseppe Vasi (1754), a Via del Salvatore está à esquerda da imagem. O edifício logo atrás do palácio é a igreja de San Salvatore.

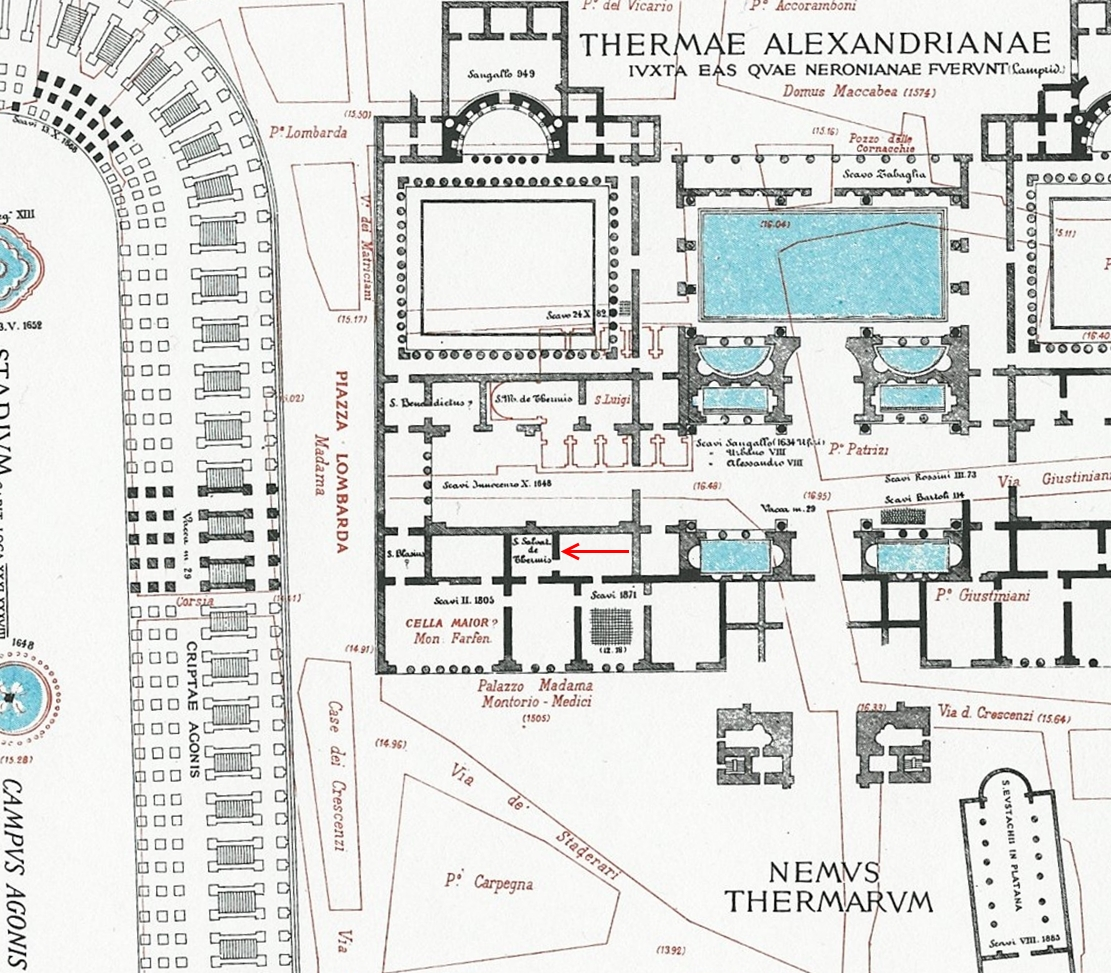
Posição da igreja nas antigas Termas de Nero.

Esta igreja não ficava na rua propriamente dita, mas paralela a ela no terreno do palácio. Ocupava o espaço no canto noroeste do pátio maior do palácio, um pouco mais ao sul da mais ocidental das três capelas da nave de San Luigi, do outro lado da rua. Este pátio hoje foi coberto e está ocupado por construções modernas e o local onde a igreja ficava é inacessível para o público.
A igreja propriamente dita era minúscula, uma pequena caixa retangular com um diminuto nicho à esquerda com um altar lateral. Havia também um nártex se abrindo para a rua através de duas portas, com outras duas na parede oposta. Não havia uma fachada propriamente dita. A entrada da direita tinha um batente barroco com uma decoração acima contendo um busto do século XV de "Cristo Salvador". A entrada da esquerda, mais simples, tinha uma grande janela gradeada com topo curvo acima, que iluminava o nártex.
As paredes da igreja era cobertas por afrescos de Giovanni Odazzi (1663-1731), fragmentos dos quais foram transferidos para telas e preservados no palácio quando a igreja foi demolida. A peça de altar do altar-mor era uma obra anônima do século XVII, hoje na sacristia de San Luigi. A bacia de água benta foi era um sarcófago reutilizado de uma criança de dois anos chamada Timoteo Cantabro. A capela no nicho do lado esquerdo abrigava o túmulo de Reginaldo Campo Nivernese (1460) e anjos em estuque do século XVIII. Também notável era o túmulo de Egidio de Hommedio e um baixo-relevo de "Deus Pai com Santos" no estilo de Giovanni Dalmata.